# William Baldwin
William Joseph "Billy" Baldwin (Massapequa, 21 februari 1963) is een Amerikaans acteur, vooral bekend van zijn hoofdrollen in Backdraft (1991) en Flatliners (1990). Hij is de broer van Daniel Baldwin, Stephen Baldwin en Alec Baldwin, die ook allemaal acteur zijn.

## Filmografie
- The Preppie Murder (1989) (tv) als Robert Chambers
- Born on the Fourth of July (1989) als marinier
- Internal Affairs (1990) als Van Stretch
- Flatliners (1990) als Joe Hurley
- Backdraft (1991) als Brian McCaffrey
- Three of Hearts (1993) als Joe
- Sliver (1993) als Zeke Hawkins
- A Pyromaniac's Love Story (1995) als Garet
- Fair Game (1995) als agent Max Kirkpatrick
- Curdled (1996) als Paul Guell
- Bulworth (1998) als vriend van Constance Bulworth
- Shattered Image (1998) als Brian
- Virus (1999) als Steve Baker
- Brotherhood of Murder (1999) (tv) als Tom Martinez
- Primary Suspect (2000) als Christian Box
- Relative Values (2000) als Don Lucas
- Double Bang (2001) als Billy Brennan
- One Eyed King (2001) als Frank
- Say Nothing (2001) als Julian Grant
- R.U.S./H. (2002) (tv)
- You Stupid Man (2002) als Brady
- Red Rover (2003) als Will Taylor
- Art Heist (2004) als Bruce Walker
- Danny Phantom  (2004-2007) als Johnny 13
- The Squid and the Whale (2005) als Ivan
- Waterfront (2006) (tv) als Paul Brennan
- Park (2006) als Dennis
- Feel (2006) als Nathan
- Lenexa, 1 Mile (2006) als Dan Cooney Sr.
- American Fork (2007) als Truman Hope
- Adrift in Manhattan (2007) als Mark Phipps
- A Plumm Summer (2007) als Mick Plumm
- Noise (2007) als stafhoofd van de burgemeester
- Dirty Sexy Money (2007-2009) (tv) als Patrick Darling
- Gossip Girl" (2007-2010) (tv) als William Van Der Woodsen
- Forgetting Sarah Marshall (2008) als agent Hunter Rush
- Sakura: Blue-Eyed Samurai (2008) als James Lynchburg
- Too Old to Die Young (2019) als Theo
- Northern Rescue (2019) als John West
- Backdraft 2 (2019) als Brian McCaffrey